# Mère Sainte-Anne-Marie
Sœur Sainte-Anne-Marie (souvent appelée mère Sainte-Anne-Marie) est née le 15 octobre 1861 à Saint-Paul-d’Abbotsford au Bas-Canada, sous le nom de Marie-Aveline Bengle. Elle fut religieuse, enseignante, administratrice, directrice et fondatrice d’établissements scolaires. Elle fut décrite par certains comme la « promotrice de la libération intellectuelle des femmes du Québec ».

## Études
Elle commence ses études à l’école paroissiale avant d’être pensionnaire dès 1875 au Mont‑Notre‑Dame de la Congrégation de Notre‑Dame, à Sherbrooke. Marie-Aveline Bengle y apprend le métier de maîtresse d’école. Elle obtient son brevet d’enseignement pour l’école modèle en 1880. À l’époque, c’est le diplôme le plus élevé qu’il est possible de posséder à la suite de cette formation.
À l’âge de quarante-cinq ans, elle entreprend un retour aux études, puisque son rôle de directrice d’école lui exige certains diplômes. En 1913, elle est exceptionnellement autorisée à présenter une licence en philosophie. Pour l’occasion, son travail porte sur le socialisme. Deux ans plus tard, elle complète un baccalauréat ès art à l’école qu’elle a fondée, l’École d'enseignement supérieur pour jeunes filles. Elle est l’une des premières religieuses québécoises à obtenir ce diplôme.

## Fonctions
En 1880, après ses études, elle retourne temporairement auprès de sa famille avant d’entrer au noviciat de la Congrégation de Notre-Dame à Montréal, alors qu’elle n’a pas encore vingt ans. Elle y pratique la profession religieuse à partir du 14 septembre 1882. Elle prend alors le nom de sœur Sainte‑Anne‑Marie, en procédant à ses premiers vœux.
En 1883, elle commence sa carrière d’enseignante au Mont-Sainte-Anne-Marie. C’est alors qu’elle occupe cette fonction qu’elle prend connaissance de l’état de l’éducation des jeunes filles au Québec. Depuis 1846, le gouvernement du Québec retire l’obligation pour les prêtes et les membres des communautés religieuses à obtenir leur « brevet de capacité » pour enseigner dans les écoles et les collèges. Avec des instituteurs plus ou moins éduqués, l’enseignement au Québec diminue en qualité. De plus, alors que les diplômes obtenus dans les établissements d’enseignement privés ne donnent pas accès aux études supérieures pour les filles, les collèges classiques n’acceptent que les garçons. Ainsi, seul l’enseignement représente une carrière possible pour les femmes à la suite de leur diplomation. À l’époque, une majorité des jeunes n’achèvent pas leurs études primaires, excepté pour les garçons de classe aisée qui se dirigent majoritairement vers les collèges et les universités. Les filles de toutes classes sociales sont quant à elles encouragées à se diriger vers une vie de mère de famille. Sœur Sainte‑Anne‑Marie demeure consciente de cette réalité, mais n’y adhère pas pour autant.
En 1884, elle devient la responsable des cours de la première classe. Elle enseigne donc aux élèves les plus avancées, dites « graduées ». Plusieurs années plus tard, en 1897, elle devient l’assistante de la supérieure du Mont-Sainte-Anne-Marie. À la suite de ce nouveau titre, elle organise, avec l’aide de professeurs de l’Université Laval de Montréal, des cours avancés offerts au Mont-Sainte-Anne-Marie pour les étudiantes graduées ainsi que pour les religieuses afin de les préparer davantage à leurs fonctions. Sœur Sainte-Anne-Marie est nommée supérieure du pensionnat en 1903.
Auprès de ses collègues et des élèves du pensionnat, sœur Sainte-Anne-Marie acquiert une belle réputation par ses initiatives pédagogiques, sa capacité à trouver les dons nécessaires au financement de la bibliothèque et du cabinet de physique ainsi que pour ses talents en prose et en vers. Elle bonifie le pensionnat en lui donnant une allure d’école supérieure par l’organisation de conférences et par l’ajout d’un herbier, d’une collection géologique, etc. Elle y perfectionne également l’enseignement par l’embauche de professeurs universitaires et par l’augmentation du nombre de cours offerts.

### L'École d'enseignement supérieur pour les jeunes filles
Sœur Sainte-Anne-Marie développe des projets qui visent principalement l’accès aux études supérieures pour les femmes ainsi que l’amélioration de la qualité de l’enseignement par la formation des enseignantes et institutrices.
En 1904, la Congrégation de Notre-Dame essaie de fonder la première école supérieure pour les jeunes femmes. La tentative échoue ; le projet est refusé par les autorités religieuses, par le comité catholique du Conseil de l’instruction publique et par l’Université Laval de Montréal. En 1907, des journalistes font pression afin que le projet se concrétise. Parmi ces journalistes, Éva Circé-Côté, Gaëtane de Montreuil, Joséphine Marchand‑Dandurand, Robertine Barry, Anne-Marie Gleason et Marie Lacoste Gérin‑Lajoie. Cette dernière craint que des laïques prennent les devants dans la création d’une école supérieure féminine. Elle menace d’envoyer sa fille Marie Gérin-Lajoie étudier à McGill. En 1908, on annonce l’ouverture d’un premier lycée féminin laïque. Les responsables de la congrégation reprennent alors leur projet abandonné en 1904, afin de contrer cette initiative. Sœur Sainte-Anne-Marie et sa collègue sœur Sainte‑Sophronie négocient la protection de l’archevêque de Montréal en vue de fonder l’École d’enseignement supérieur pour les jeunes filles. La peur d’une école supérieure laïque inquiétant également ce dernier, il donne son accord et projette de faire fermer le premier établissement. Les deux religieuses sont chargées de formuler un accord avec l’Université Laval de Montréal et d’engager le personnel nécessaire à l’ouverture du collège, prévue à l’automne de la même année. Cette fois, le projet fonctionne.
Au mois d’octobre 1908, les premières étudiantes sont accueillies dans les locaux de l’Université Laval. Au sein de la première cohorte se retrouvent entre autres Marie Gérin-Lajoie (première bachelière en 1911), Blanche Lamontagne et Georgette LeMoyne. L’École d’enseignement supérieur pour les jeunes filles (première appellation) permet aux femmes d’accéder aux cours classiques et de poursuivre éventuellement leurs études à l’Université. Sœur Sainte-Anne-Marie en est la directrice jusqu’à sa mort. Pour s'assurer qu'aucune école supérieure laïque soit fondée, sœur Sainte-Anne-Marie réussit à obtenir l’exclusivité de l’enseignement supérieur des femmes francophones pour les vingt-cinq premières années.
En 1913, sœur Sainte-Anne-Marie est nommée maîtresse générale des études de sa congrégation. En 1916, les congrégations montréalaises font approuver les cours de lettres et sciences au collège, assurant le nombre d’étudiantes qui veulent se lancer dans les études supérieures. En 1917, Bengle exige que les religieuses puissent étudier le grec (le même droit pour toutes les étudiantes sera donné en 1922). La même année et celles suivantes, c’est entre deux cents et trois cents religieuses et laïques qui étudient à l’École d’enseignement supérieur pour les jeunes filles. 

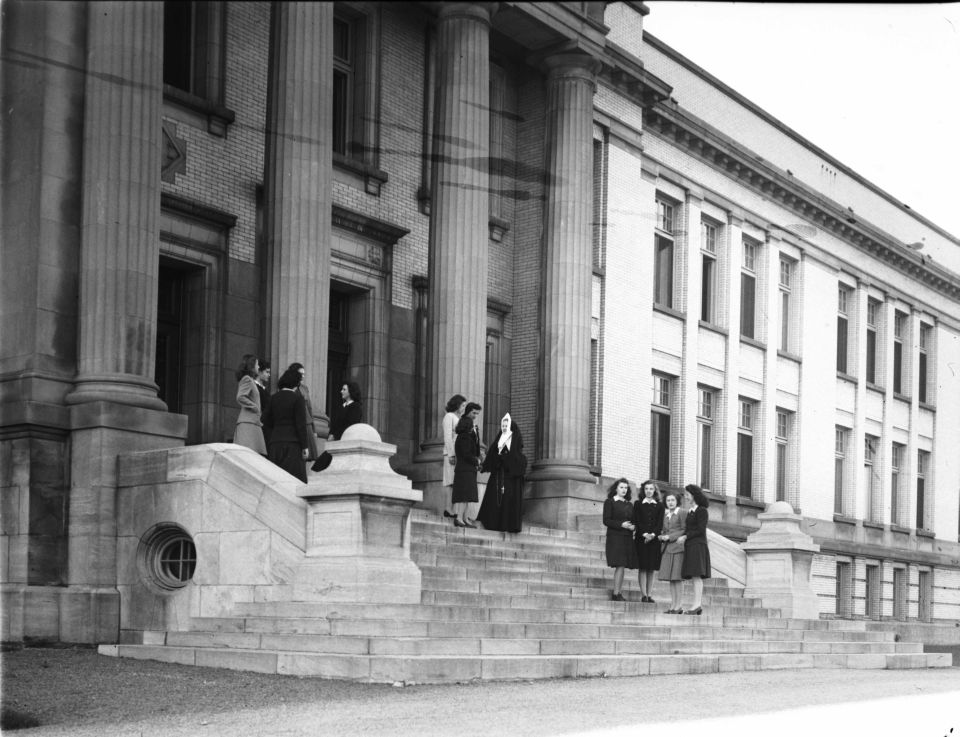
Une religieuse de la Congrégation de Notre-Dame et des laïques se tiennent sur les marches de l'édifice où logeaient l'Institut pédagogique de Montréal et le Collège Marguerite-Bourgeoys de l'avenue Westmount à Westmount, le 8 octobre 1946.

### L'Institut pédagogique
Pendant de longues années, Bengle se bat pour faire accepter aux autorités ecclésiastiques et gouvernementales la fondation d’un Institut pédagogique pour l’amélioration de la formation des enseignantes et institutrices. Elle souhaite une loi relative à l’établissement d’un tel institut à Montréal, et l’obtention d’une subvention du gouvernement du Québec pour l’aider dans son projet. Malgré ses nombreuses démarches, le projet est refusé. Elle réussira à le mettre en place autrement à partir de janvier 1917, par des regroupements et des conférences éducatives données hebdomadairement par des enseignants qualifiés, disponibles aux religieuses enseignantes, quoique l’entrée ne soit pas refusée aux laïques.
En 1924, sœur Sainte-Anne-Marie rédige enfin le Bill 42 et obtient une subvention de 25 000 $ versée annuellement au collège pendant quinze ans. En 1925, un bâtiment est construit pour loger les deux fondations d’enseignements de sœur Sainte-Anne-Marie. En 1926 ouvre donc le Collège Marguerite-Bourgeoys (nouveau titre de l’école supérieure féminine) avec l’Institut pédagogique. Cet institut décerne des diplômes pour le baccalauréat, des licences et des doctorats en pédagogie.
En 1928, sœur Sainte-Anne-Marie reçoit un nouveau titre notable ; elle devient la première femme à être membre de la Commission des écoles catholiques de Montréal. Elle entre alors dans un organisme considéré comme « avant-gardiste » pour le développement de l’instruction publique.
En 1932, ses établissements gagnent en importance alors qu’elle autorise certaines élèves d’autres congrégations à passer les examens universitaires de rhétorique en tant qu’extracollégiales. L’exclusivité dont profite le collège se termine un an plus tard, en 1933. Malgré la création d’autres collèges féminins, les étudiantes de tous les établissements doivent se présenter à leurs examens aux Collège Marguerite-Bourgeoys.
En 1936, elle est nommée au Comité catholique du Département de l’instruction publique. À ce moment, le comité cherche à fermer le Bureau central des examinateurs catholiques, ce qui implique la fin des brevets d’enseignement pour les religieuses et les élèves de pensionnat qui n’ont pas fait leurs études dans une école normale. Comme solution au problème, sœur Sainte-Anne-Marie initie la fondation de scolasticats et négocie le délai de fermeture du Bureau central, permettant la création de nouvelles écoles normales dans la province.

## Voyages d'étude
À deux reprises au courant de sa vie, sœur Sainte-Anne-Marie part faire un voyage d’études. Le premier se produit en 1925. Elle visite plusieurs villes d’Europe et leurs établissements pédagogiques catholiques. Elle se rend également à Rome afin de rencontrer le Pape et d’obtenir son assentiment concernant ses projets pour l’éducation, qui ne sont pas toujours bien reçus dans sa communauté. Ce voyage lui donne la motivation de poursuivre l’œuvre de Marguerite Bourgeoys. Pour elle, cette entreprise se concrétisera si les religieuses possèdent des diplômes supérieurs. À son retour au Québec, elle se laisse inspirer par ce qu’elle a découvert lors de son voyage et met en place une suite d’initiatives. En 1926, elle ouvre l’École normale de musique, rattachée à ses établissements déjà existants. En 1927, elle organise des conférences et des cours d’été pour le perfectionnement des institutrices, et inaugure des cours de formation pour professeurs d’art et de dessin. En 1928, elle crée l’École de chant liturgique et travaille sur un programme pour la formation d’enseignantes travaillant auprès d’enfants handicapés. De septembre 1930 à janvier 1931, elle entreprend son deuxième voyage d’études en Europe, pour des visites pédagogiques et la béatification de Marguerite Bourgeoys.

## Entourage
Pour ses projets, sœur Sainte-Anne-Marie sait s’entourer stratégiquement de personnes influentes. Ainsi, elle peut compter, entre autres, sur Monseigneur Gauthier ainsi que sur le secrétaire de la province, Athanase David.
Monseigneur Gauthier, complice de Bengle à plusieurs égards, ouvre les portes de ses nouvelles facultés aux bachelières de l’école supérieure fondée par celle-ci. Ses visées s'apparentent à certaines des visées du féminisme nationaliste.
Athanase David est quant à lui impressionné par l’ambition de Bengle. Il dit à son propos : « Quelle femme ! Si c’était un homme, il y a belle lurette qu’elle serait ministre ! »
Certains autres politiciens respectent énormément sœur Sainte-Anne-Marie, et la consultent lorsqu’elle est nommée maîtresse générale des études de sa congrégation. Elle devient à ce moment l’une des femmes les plus influentes du Québec.

### Ses liens avec les féministes
Des liens étroits sont établis entre les féminismes québécois et la vie religieuse à cette époque. Les carrières religieuses permettent d'ailleurs aux femmes un espace où elles peuvent jouir d'une grande autorité. Les nombreuses initiatives de religieuses relatives à l’éducation des femmes, quant à elles, participent à l’émergence des premières générations de féministes québécoises. 
Pour mener à bien leurs démarches, les communautés religieuses s’allient à la Fédération nationale Saint-Jean-Baptiste, une association qui s’apparente au féminisme maternel et chrétien. Marie Lacoste Gérin-Lajoie, Idola Saint-Jean ainsi que d’autres militantes pour le droit de vote des femmes sont reçues à la maison mère de la congrégation.
Lorsque les Sœurs du Bon-Conseil de Montréal fondent un mouvement féministe fusionné à l’action sociale et au christianisme, sœur Sainte-Anne-Marie s’associe au mouvement.
En 1931, dû à la publication du Traité de droit usuel écrit par Marie Lacoste Gérin-Lajoie, sœur Sainte-Anne-Marie l’invite à enseigner dans son établissement. Gérin-Lajoie ouvre alors son école d’action sociale à l’Institut pédagogique. Bengle est une grande inspiration pour cette militante féministe.
Dans les années 1930, les débats sur le droit de vote deviennent de plus en plus sensibles ; les religieuses mettent en veille leur militantisme. Malgré cela, elles ne cessent d’affirmer, jusque dans les années 1960, que l’éducation des femmes n’empêche pas leur rôle maternel.

## Réactions antiféministes
À chacun de ses projets pour l’amélioration de l’éducation des femmes, sœur Sainte‑Anne‑Marie reçoit plusieurs réactions qui vont à l’encontre de ses ambitions. Ces opposants rassemblent le clergé catholique, une bonne part des élites politiques et intellectuelles, mais également une majorité de la population. Leurs argumentations qualifient souvent les projets de Bengle comme « trop avant-gardistes ». Ce terme est d’abord utilisé lorsque la religieuse présente son projet d’école supérieure. Lorsqu’il est finalement accepté, le nom d’« école » plutôt que « collège » lui est imposé afin de ne pas heurter les gens. 
Le vice-recteur de l’Université Laval craint quant à lui que sœur Sainte-Anne-Marie tente de changer l’université pour en faire une féminine. Lors de l’ouverture de l’école supérieure, il prononce d’ailleurs un discours évoquant la différence entre les hommes et les femmes, insistant sur le fait que ceux-ci ne doivent pas apprendre de la même manière. Il affirme que la femme atteint sa valeur complète seulement en tant que femme de ménage et d’intérieur, avant d’être une femme instruite. Il dit : « Ne cherchez pas à être reines ailleurs. » Plus tard, l’Université Laval souhaite rendre le programme plus léger afin de l’adapter à ce qu’il considère être le caractère féminin.
Outre l’aspect avant-gardiste reproché à sœur Sainte-Anne-Marie, plusieurs dénoncent le danger de briser l’ordre social dans lequel la mère de famille chrétienne détient un rôle primordial. La congrégation est même accusée de détourner les jeunes filles de ce rôle et d’en faire des pédantes.
Lorsque le collège est associé à l’œuvre de Marguerite Bourgeoys, certaines religieuses, qui associent cette figure à l’éducation des pauvres, sont froides face au projet puisqu’elles souhaitent plutôt créer une élite bourgeoise et instruite. Ce n'est donc pas toutes les femmes qui ont accès à une meilleure éducation. 
C’est vers la fin des années '10 que l’opinion générale sur l’école supérieure commence à changer. Concernant l’Institut pédagogique, les réactions sont tièdes. Seul Monseigneur Gauthier fait preuve d’un enthousiasme intarissable. Sœur Sainte‑Anne-Marie le nomme plus tard le fondateur de l’institut.
Même si l’ouverture se montre tranquillement, le combat demeure délicat. Les médecins et les religieux craignent que des femmes ne leur fassent concurrence. Lors d’un débat sur le titre du diplôme que peuvent donner les établissements d’enseignement de sœur Sainte‑Anne-Marie, Monseigneur Chartier s’écrie « Les discussions ont assez duré. Nous ne sommes pas pour nous laisser conduire par une femme ! »
La religieuse est consciente qu’elle doit mener ses actions prudemment, et s’allie avec le temps. Elle considère que lorsque les « idées ne sont pas prêtes », il faut construire l’opinion avant de procéder à la concrétisation de projets.

## Position paradoxale
En 1924, Marthe Pelland est acceptée en médecine à la suite de ses études aux collège Marguerite-Bourgeoys. Alors que sœur Sainte-Anne-Marie devrait s’en réjouir, elle qui a prôné longtemps une égalité des sexes concernant l’accès aux études, elle réagit autrement. Elle écrit une lettre adressée au recteur de l’université pour lui signifier son mécontentement relatif à l’inscription d’une femme dans une « carrière interdite ». Dans sa lettre, elle utilise les arguments antiféministes qui lui ont été opposés par le passé, renforçant l’aspect paradoxal de la situation. Elle défend que la présence d’une femme en médecine ouvre la porte au féminisme outré.
Pour expliquer ce retournement de situation, plusieurs ont émis l’hypothèse que cette lettre est une façon de se sauver des pressions trop grandes mises sur elle. Sœur Sainte-Anne-Marie est consciente que sa position est fragile. Si les femmes acquièrent trop rapidement des droits, les gens risquent de s’offenser assez sérieusement pour que le collège soit fermé, et que la situation de l’éducation pour les femmes reprenne du recul. En tant que religieuse, c'est d'autant plus délicat puisqu'elle s'associe à des groupes ou individus féministes, ce qui passe mal auprès des congrégations chrétiennes. 
D'autres paradoxes se trouvent dans l'apport des religieuses de façon plus générale dans l'éducation des filles. Même si la situation de l'éducation est améliorée dans les écoles publiques, leur essor est ralenti par les couvents privés fondés par les religieuses. La durée des études chez les filles est d'ailleurs prolongée presque exclusivement auprès des établissements privés.

## Apport au Québec
L’œuvre de sœur Sainte-Anne-Marie poursuit celle de Marguerite Bourgeoys en favorisant l’instruction des enseignantes dans les villes et dans les campagnes, de l’école primaire aux études supérieures, favorisant à la fois les pauvres et les membres de l’élite bourgeoise.
Son influence se répand sur l’enseignement primaire et secondaire à Montréal, et de façon plus large, dans la province de Québec grâce aux contacts et aux alliés issus du gouvernement et du département de l’Instruction publique que lui permet son poste de directrice des études.
L’accès à l’éducation supérieure crée un déplacement des femmes dans l’investissement de la sphère publique, et permet le développement de cercles d’études féminins, la mise en valeur de la culture intellectuelle chez les femmes et la présence assumée de ces dernières dans les universités.

## Reconnaissances
À son époque, sœur Sainte-Anne-Marie est aussi connue que le frère André. Même si elle conserve son titre de sœur toute sa vie, les laïcs, les élèves et les religieuses de la congrégation l’appellent « mère Sainte-Anne-Marie » dû au respect qu’ils lui vouent.
En 1932, lors de son jubilé d’or, elle a l’honneur de se faire décerner un doctorat honoris causa en pédagogie par l’Université de Montréal.
Son nom figure aujourd’hui sur la liste des « huit grandes femmes qui ont profondément marqué notre histoire ». Elle est considérée comme personnage historique en vertu de la Loi sur le patrimoine culturel. Les raisons de sa reconnaissance patrimoniale visent à la fois sa contribution à l’éducation des femmes dans un contexte qui va à l’encontre de celle-ci et ses nombreux accomplissements en tant que religieuse et enseignante.

### Funérailles
Marie-Aveline Bengle meurt le 13 mars 1937 à Montréal. Quantité d’hommages sont publiés à son égards, certains par les journalistes Omer Héroux et Louis Francoeur. Les drapeaux sont mis en berne dans des centaines d’établissements scolaires. Des funérailles nationales sont célébrées à la Basilique Notre-Dame de Montréal, puis elle est inhumée à Villa Maria. En 1988, ses restes sont transférés au cimetière Notre-Dame-des-Neiges avec ceux des autres religieuses de la congrégation.